# 大橋博之
大橋 博之（おおはし ひろゆき 1959年 - ）はフリーライター、編集者。大阪府出身。日本SF作家クラブ・会員、日本古典SF研究会・会員、日本ジュール・ヴェルヌ研究会・会員。

## 経歴
デザイン学校を卒業後、雑誌『アニメージュ』（徳間書店）でライターとしてスタート。その後、電機メーカーの関連会社に勤務。ビジネスツールや企業のWEBサイトの制作にかかわる。勤務のかたわら、個人で執筆、編集活動を開始。ジュブナイルSF、SF挿絵画家の研究・執筆・編集で知られる。

## 著書

### 単著
- 『SF挿絵画家の時代』（本の雑誌社） 2012年
- 『少年少女 昭和SF美術館』（平凡社） 2013年
- 『心の流浪 挿絵画家・樺島勝一』（弦書房） 2014年

### 監修
- 『Webライター入門』（技術評論社） 2015年

### 編著・プロデュース
- 『日本万国博覧会　パビリオン制服図鑑---EXPO’70 GIRLS COLLECTION』（河出書房新社）2010年

### 編集
- 『柳柊二　怪奇画帖』（ラピュータ）2006年
- 『武部本一郎 少年SF挿絵原画集』〈上・下〉（ラピュータ）2007年
- 『金森達SFアート原画集』（ラピュータ）2008年
- 『光瀬龍　SF作家の曳航』（ラピュータ）2009年
- 『SFメカニック・ファンタジー　小松崎茂の世界』（ラピュータ）2010年
- 『武部本一郎 画集 I 〈美女〉』復刊ドットコム  2020年
- 『武部本一郎 画集 II 〈戦士〉』復刊ドットコム  2020年

### 編集協力
- 『樺島勝一　昭和のスーパー・リアリズム画集』（小学館クリエイティブ）2008年
- 『ヒロコ ウルトラの女神誕生物語』（桜井浩子著、小学館）2011年
- 『ウルトラヒロインズ』（円谷プロダクション監修、角川書店）2013年
- 『大阪万博: 20世紀が夢見た21世紀』（平野暁臣著、小学館）2014年
- 『美少女の美術史 -浮世絵からポップカルチャー・現代美術にみる"少女"のかたち』（「美少女の美術史」展実行委員会 編、青幻社）2014年